# Ceratizit-WNT Pro Cycling Team/Saison 2020
Diese Liste beschreibt die Mannschaft und die Siege des Radsportteams Ceratizit-WNT Pro Cycling in der Saison 2020.

## Mannschaft
| Teamkader 2020            | Teamkader 2020    | Teamkader 2020 | Teamkader 2020                     |
| Name                      | Geburtsdatum      | Land           | Vorheriges Team                    |
| ------------------------- | ----------------- | -------------- | ---------------------------------- |
| Laura Asencio             | 14. Mai 1998      | Frankreich     | DN Auvergne-Rhône Alpes (2018)     |
| Franziska Brauße          | 20. November 1998 | Deutschland    |                                    |
| Lisa Brennauer            | 8. Juni 1988      | Deutschland    | Wiggle High5 (2018)                |
| Maria Giulia Confalonieri | 30. März 1993     | Italien        | Valcar Cylance (2019)              |
| Kathrin Hammes            | 9. Januar 1989    | Deutschland    | Trek-Drops (2018)                  |
| Claudia Koster            | 22. März 1992     | Niederlande    | Virtu Cycling Women (2018)         |
| Julie Leth                | 13. Juli 1992     | Dänemark       | Bigla (2019)                       |
| Erica Magnaldi            | 24. August 1992   | Italien        | Bepink (2018)                      |
| Sarah Rijkes              | 2. April 1991     | Österreich     | Experza-Footlogix (2018)           |
| Ane Santesteban           | 12. Dezember 1990 | Spanien        | Alé Cipollini (2018)               |
| Aafke Soet                | 23. November 1997 | Niederlande    | Parkhotel Valkenburg-Destil (2017) |
| Lea Lin Teutenberg        | 2. Juli 1999      | Deutschland    |                                    |
| Lara Vieceli              | 16. Juli 1993     | Italien        | Astana Women's Team (2018)         |
| Kirsten Wild              | 15. Oktober 1982  | Niederlande    | Wiggle High5 (2018)                |
|                           |                   |                |                                    |
| Quelle: UCI               |                   |                |                                    |

## Siege
| Siege    | Siege                                                                 | Siege       | Siege  | Siege          | Siege |
| Datum    | Rennen                                                                | Staat       | Klasse | Siegerin       |       |
| -------- | --------------------------------------------------------------------- | ----------- | ------ | -------------- | ----- |
| 23. Aug. | Deutsche Meisterschaften im Straßenradsport, Straßenrennen der Frauen | Deutschland | CN     | Lisa Brennauer |       |
| 23. Okt. | Französische Meisterschaften, Straßenrennen der U23-Frauen            | Frankreich  | CN     | Laura Asencio  |       |
| 7. Nov.  | Madrid Challenge by La Vuelta, 2. Etappe                              | Spanien     | 2.WWT  | Lisa Brennauer |       |
| 8. Nov.  | Madrid Challenge by La Vuelta, Gesamtwertung                          | Spanien     | 2.WWT  | Lisa Brennauer |       |

## UCI-Weltranglisten-Platzierungen
| UCI-Ranking | UCI-Ranking               | UCI-Ranking | UCI-Ranking |
| Fahrerin    | Fahrerin                  | Land        | Punkte      |
| ----------- | ------------------------- | ----------- | ----------- |
| 4.          | Lisa Brennauer            | Deutschland | 1943 P.     |
| 41.         | Ane Santesteban           | Spanien     | 338 P.      |
| 55.         | Maria Giulia Confalonieri | Italien     | 273 P.      |
| 87.         | Erica Magnaldi            | Italien     | 144 P.      |
| 102.        | Laura Asencio             | Frankreich  | 126 P.      |
| 122.        | Julie Leth                | Dänemark    | 115 P.      |
| 154.        | Sarah Rijkes              | Österreich  | 98 P.       |
| 385.        | Kathrin Hammes            | Deutschland | 28 P.       |
| 581.        | Lara Vieceli              | Italien     | 9 P.        |
| 761.        | Kirsten Wild              | Niederlande | 1 P.        |